# Ольховатка (Івнянський район)
Ольховатка (рос. Ольховатка) — село в Івнянському районі Бєлгородської області Російської Федерації.
Населення становить 297  осіб. Входить до складу муніципального утворення Сафоновське сільське поселення.

## Історія
Населений пункт розташований у східній частині української суцільної етнічної території — східній Слобожанщині.
Згідно із законом від 20 грудня 2004 року № 159 від 20 грудня 2004 року органом місцевого самоврядування було Сафоновське сільське поселення.

## Населення
| 2002 | 2010 |
| ---- | ---- |
| 305  | ↘297 |